# عظايا سنخية الأسنان
عظايا سنخية الأسنان (الاسم العلمي:†Thecodontosauridae) هي فصيلة منقرضة من الديناصورات أشباه عظائيات الأرجل القاعدية تتبع العظائيات الباغوالية. والمعروفة من بقايا الحفريات الموجودة حصريًا في ماغنيزيان كونجلومرت في بريستول، إنجلترا، والتي تعود إلى مرحلة الرايتاني من الثلاثي المتأخر (على الرغم من أنها يمكن أن تكون في قدم مرحلة النوري من الثلاثي المتأخر، أو أحدث زمناً مثل مرحلة الهتانجي من الجوراسي المبكر).
يُعرف لها جنسان هما: عظاءة المروج والعظاءة سنخية الأسنان؛ غالبًا ما يُنظر إلى الأول على أنه نفس الحيوان الأخير. 